# Cuboro

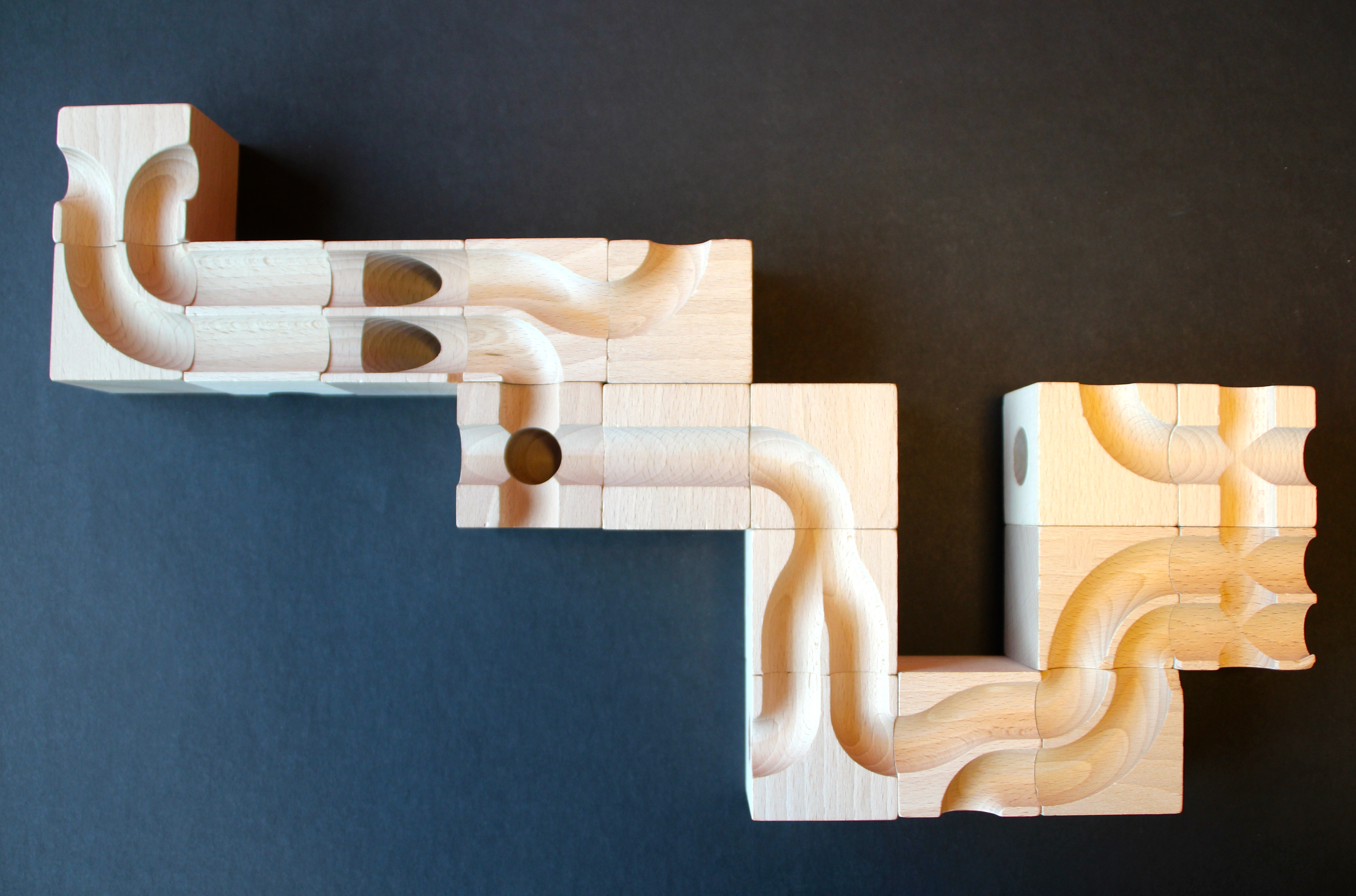
Combinaciones

Cuboro es un sistema de pistas de canicas formado por elementos de madera de forma cúbica de igual tamaño que se pueden diseñar individualmente. Los elementos son cubos con 5 longitud de borde de cm, conteniendo ranuras y túneles rectos y curvos. Al colocar los elementos uno al lado del otro y uno encima del otro, se construye una pista de bolas en la que las bolas corren tanto sobre la superficie como dentro de los elementos. Los cubos están hechos de madera de haya suiza certificada HSH y son fabricados por la carpintería Nyfeler en Gondiswil, Berna. Desde 2006 se fabrican con madera certificada FSC.

## Historia

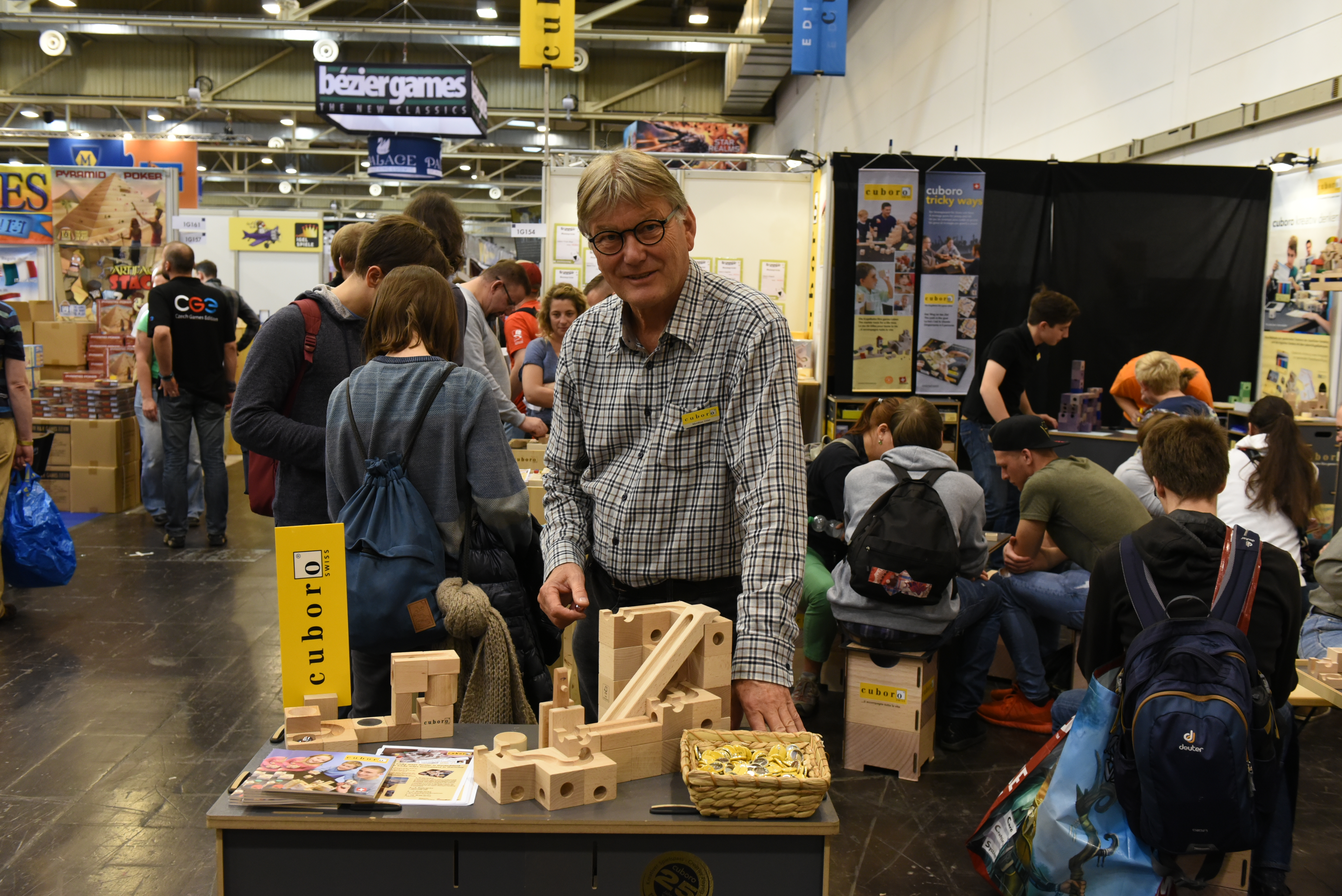
Matthias Etter 2017 en Essen.

Cuboro fue desarrollado por el mecánico suizo y profesor de educación especial Matthias Etter (* 1954) en 1976/77 en Berna como un juego de aprendizaje sencillo con seis elementos de arcilla mientras trabajaba con niños de escuelas especiales. Actualmente se compone de más de 120 elementos diferentes y se comercializa en todo el mundo por Cuboro AG en Hasliberg Reuti. El sistema más desarrollado se lanzó por primera vez en 1985 con doce elementos en múltiples versiones como un juego familiar bajo el nombre Konstrito. El nombre fue cambiado por razones de marca registrada. El juego se ha ampliado con elementos seleccionados temáticamente en varias cajas adicionales. El sistema ahora también está disponible en formato 10 × 10 cm (Cuboro XXL). En 2010 se publicó la guía didáctica "Cuboro Creative Thinking" de Matthias Etter, en colaboración con Cuboro AG y la editorial ZKM (Zúrich). En 2011, la versión en inglés fue publicada por la editorial india Kidscon en Chennai y en 2016, la versión rusa fue publicada por la editorial Innovatika, Novosibirsk.
Desde 1995 se celebran competiciones en Suiza (Feria de Juegos de St. Gallen hasta 2003, Suisse Toy en Berna desde 2004) y desde hace algunos años también en Alemania en la feria SPIEL Essen. Los participantes tienen 20 minutos para construir un sistema de carrera de canicas a partir de elementos Cuboro seleccionados. La pelota debe rodar el mayor tiempo posible. Además se evalúa la planificación geométrica, el aprovechamiento de elementos, la estética y la originalidad.
Cuboro Babel, un juego táctico tridimensional, existe desde 2001. Sin embargo, debido a que su sistema se vuelve transparente con el tiempo, similar a Nine Men's Morris o Connect Four, no ofrece diversión de juego a largo plazo para jugadores ambiciosos y frecuentes. En 2012 nació la idea de Cuboro Tricky Ways, un juego táctico aún más desarrollado con elementos de carrera de canicas reales.

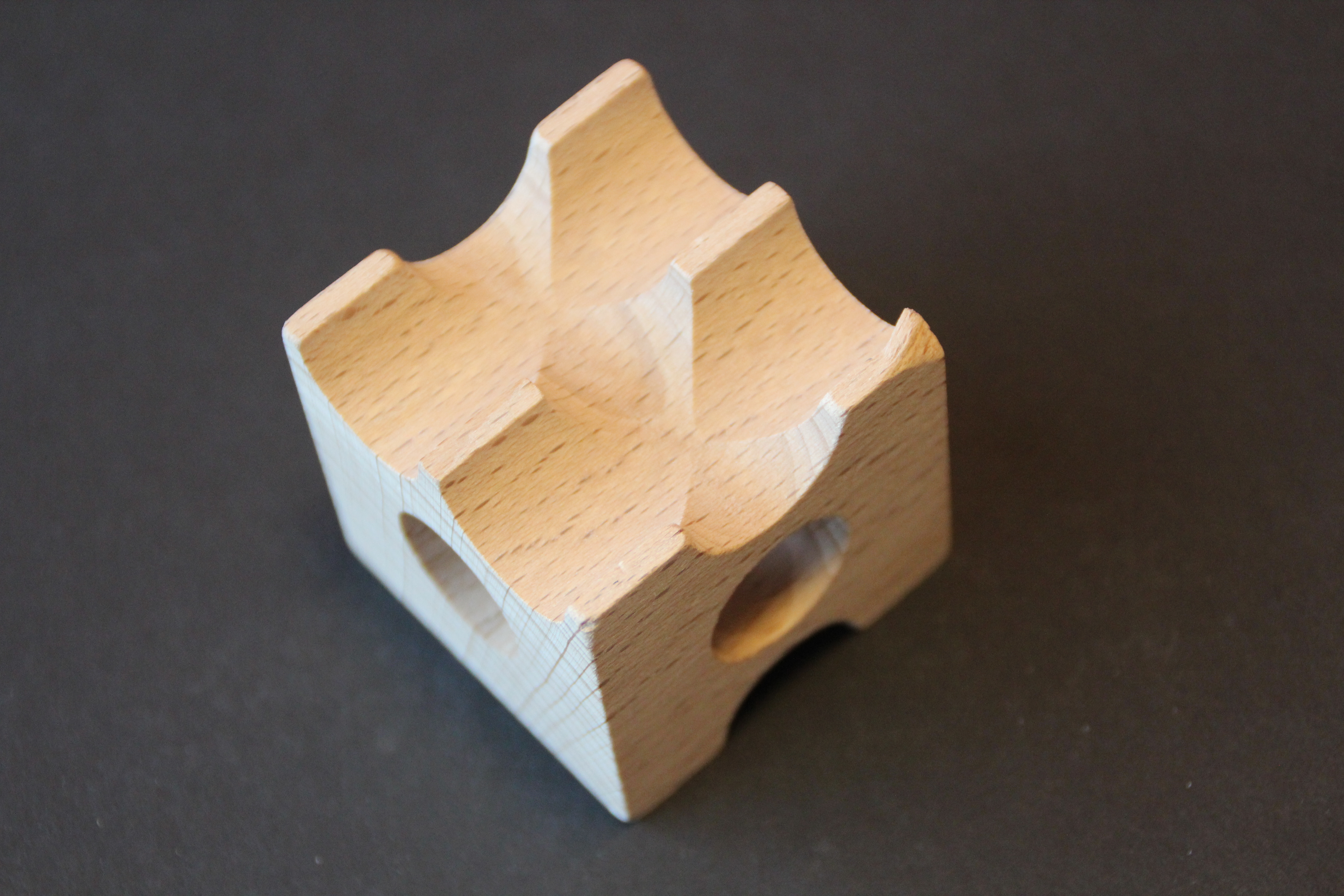
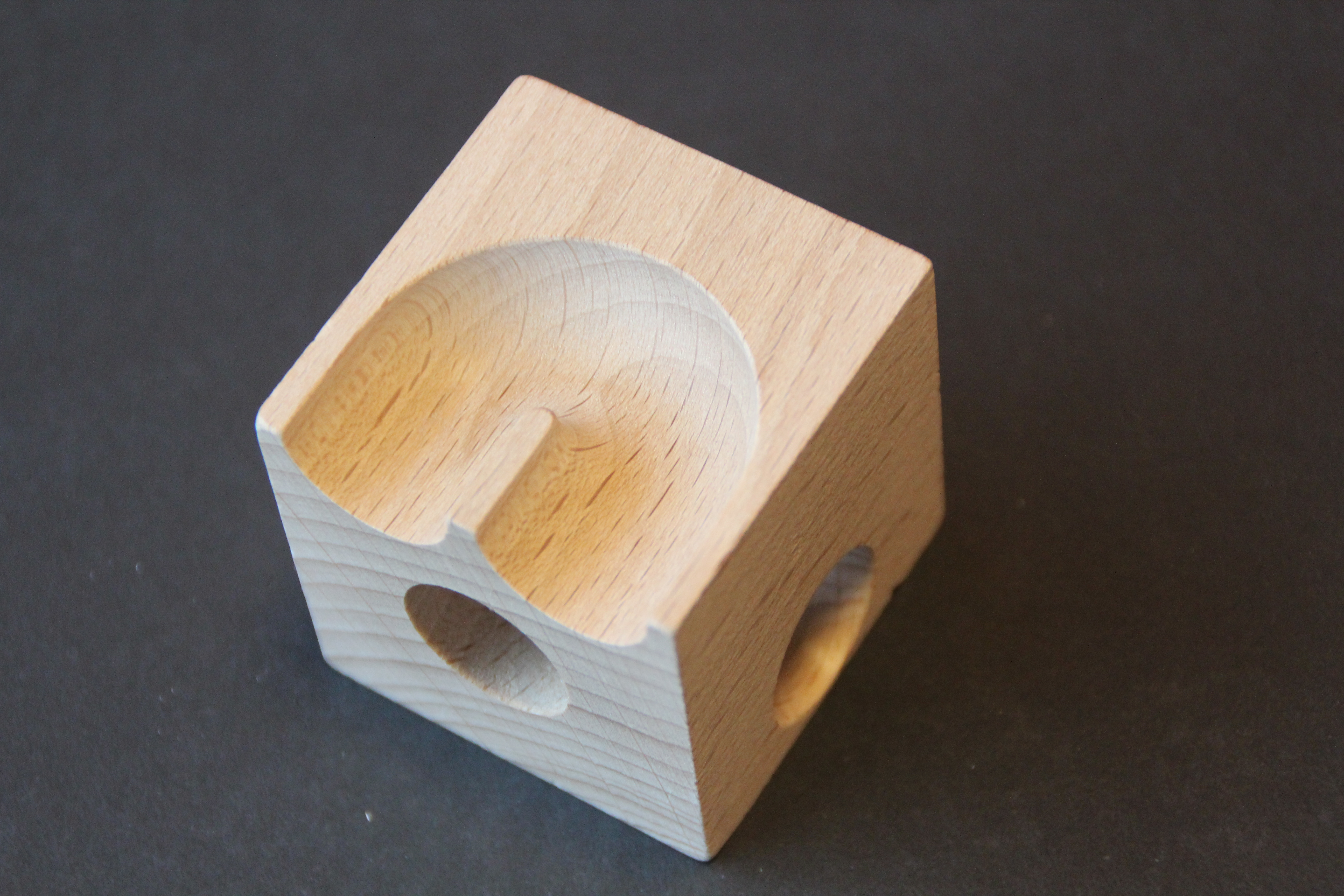
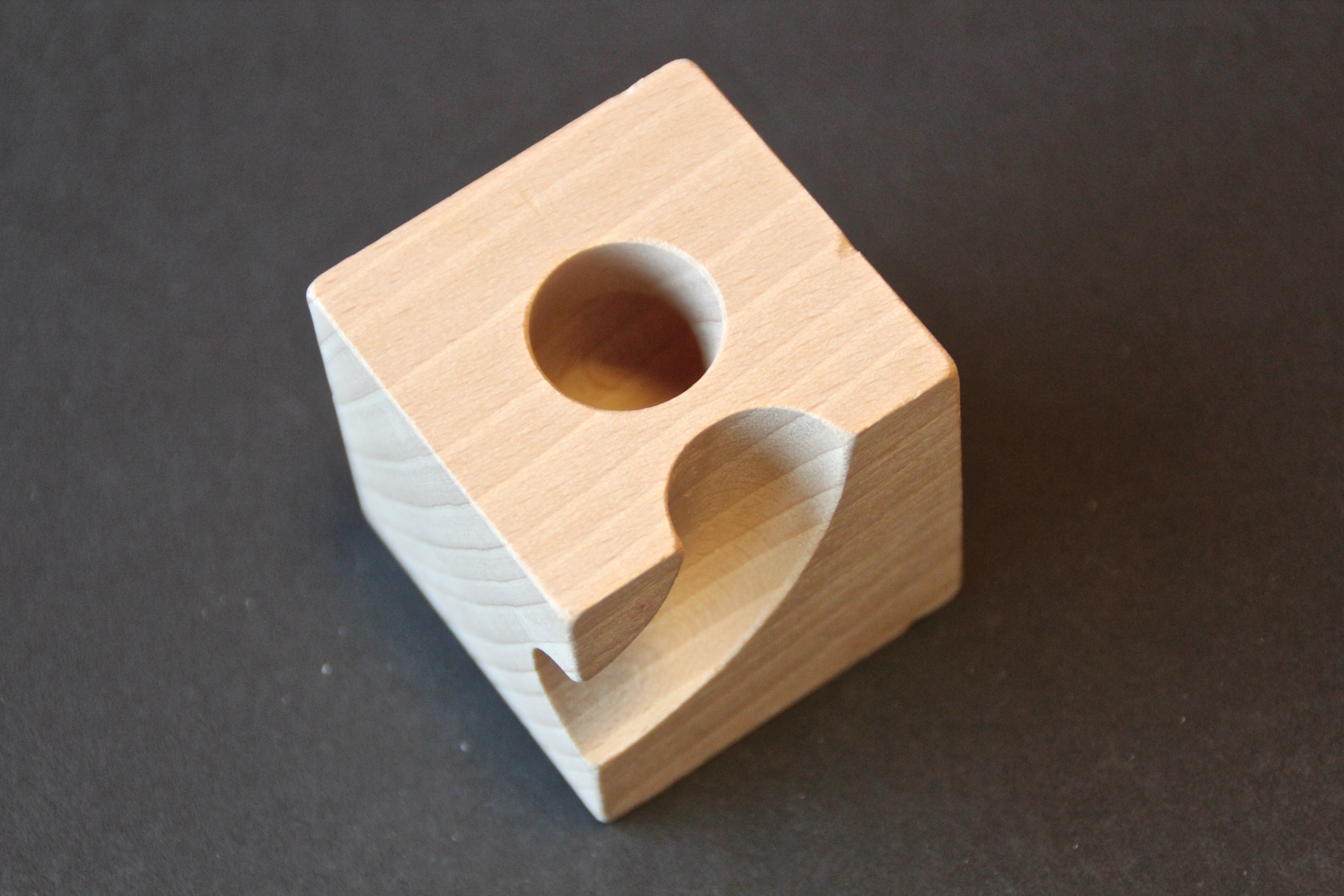
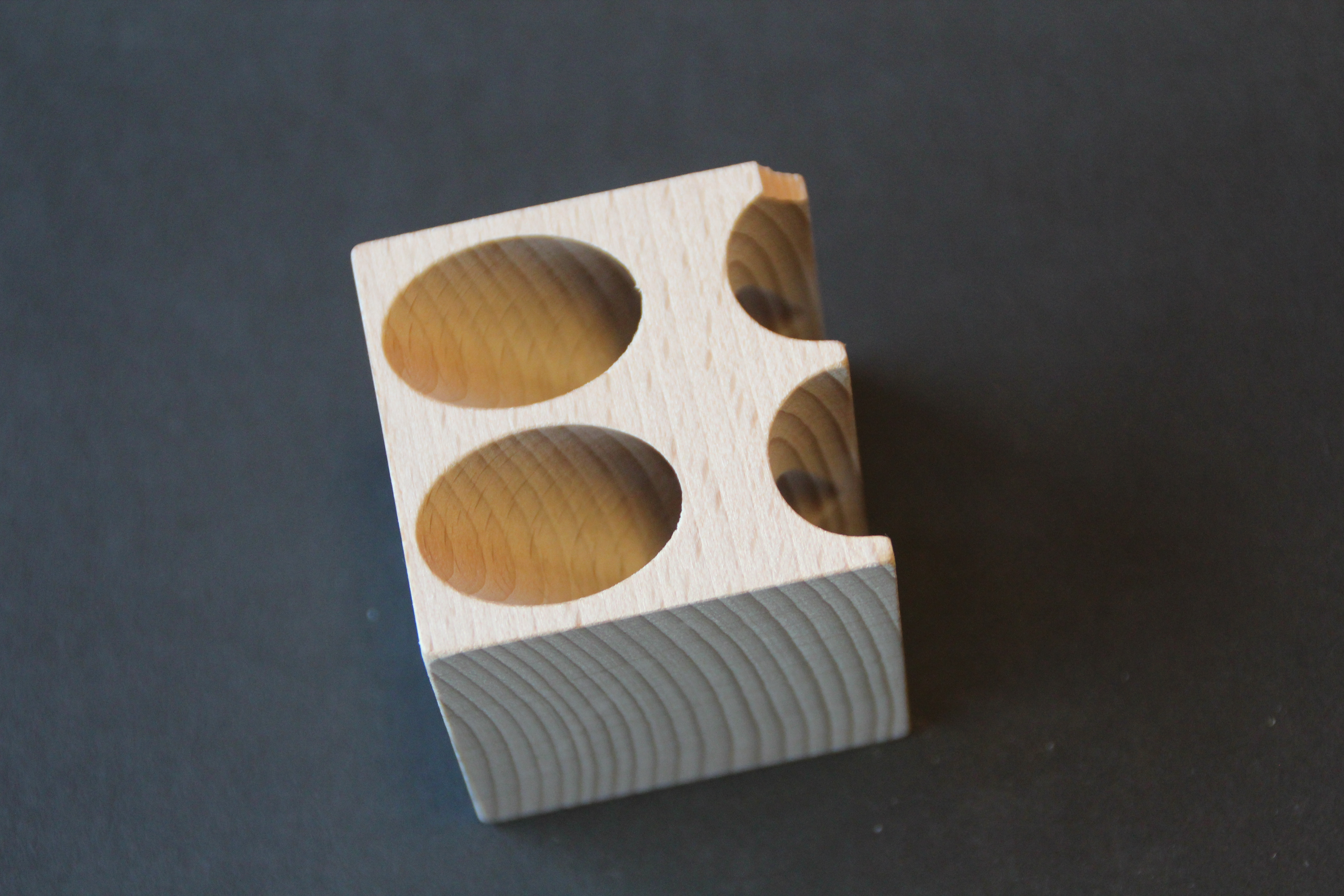

## Premios
El sistema de carrera de canicas ha recibido varios premios:
- 1995 con el premio de diseño Complimenti de la feria suiza Ornaris
- 2003 con el premio American Major Fun Award para juguetes
- 2004 con el premio alemán de juguetes El Caballo Mecedor de Oro en la categoría “Para artistas y constructores”